# Дуалност по Понтрјагину
У математици, посебно хармонијској анализи и теорији тополошких група, дуалност по Понтрјагину је поступак који даје општа својства Фуријеове трансформације на абеловим локално компактним тополошким групама.
Дуалност по Понтрјагину поставља у јединствени контекст запажања о хармонијској анализи функција на реалној правој или коначним абеловим групама:
- Свакој (подесно регуларној) периодичној функцији одговара низ Фуријеових коефицијената, чиме се ова функција разлаже на елементарне хармонијске компоненте. Обрнуто, сваком (подесном регуларном) низу Фуријеових коефицијената одговара периодична функција која се добија одговарајућом суперпозицијом елементарних хармоника. Полазна функција се може реконструисати из низа својих Фуријеових коефицијената као сума одговарајућег Фуријеовог реда. Полазни низ коефицијената се може реконструисати из своје Фуријеове трансформације у дискретном времену њеним разлагањем на елементарне компоненте .
- Свакој (подесно регуларној) комплексној функцији на реалној правој одговара њена непрекидна Фуријеова трансформација, која је такође комплексна функција на реалној правој. Полазна функција се може реконструисати из своје Фуријеове трансформације (као њена инверзна Фуријеова трансформација), и обрнуто.
- Свакој комплесној функцији на коначној абеловој групи одговара њена дискретна Фуријеова трансформација, која је функција на дуалној групи, која је и сама коначна абелова група, заправо (не-канонски) изоморфна полазној групи. Полазна функција се може реконструисати из своје дискретне Фуријеове трансформације (као њена инверзна дискретна Фуријеова трансформација), и обрнуто.

У општем, свакој локално компактној абеловој групи G одговара друга локално компактна абелова група G^, њена дуална група (или Понтрјагинов дуал), при чему је дуална групе групе G^ канонски изоморфна полазној групи G. Дуалност између простора функција на G и G^ реализује се помоћу интеграције по мери Хара.
Ова веома општа конструкција, коју је увео руски математичар Лав Семјонович Понтрјагин, игра важну улогу у апстрактној теорији Фуријеових трансформација (односно хармонијске анализе на општим просторима), структурној теорији локално компактних абелових тополошких група и теорији бројева.

## Дуална група
Нека је G локално компактна абелова тополошка група.
Кружна група  = {  ∈  : || = 1 } је компактна абелова група у односу на множење; z = 2πix даје изоморфизам (·) ≅ (  / , + ).
Карактер групе G је непрекидни хомоморфизам групе G у T. Ово је „тополошки“, непрекидни, карактер, који узима у обзир топологију групе G, за разлику од карактера у смислу апстрактне теорије група, који је било који хомоморфизам из G у T, или чак из G у C× (ове потоње понекад називамо квазикарактерима). Уколико постоји могућност забуне, непрекидне хомоморфизме G →  називамо непрекидним унитарним карактерима групе G.
Дуална група G^ групе G јесте скуп свих (непрекидних унитарних) карактера групе G^ у односу на операцију тачка-по-тачка множења:
(χ · ψ) (g) := χ(g)ψ(g).
G^ чини абелову групу у односу на ову операцију; неутрални елемент је тривијални карактер , инверзни елемент одговара комплексном конјуговању. На G^ уводимо компактно-отворену топологију, односно топологију равномерне конвергенције на компактним скуповима; показује се да ова топологија чини G^ локално компактном тополошком групом.

## Примери
- Сваки карактер кружне групе T је облика ,  за неко . Притом је , тако да групна операција на  одговара сабирању индекса. Идентификујући  имамо .
- Сваки карактер групе  је облика ,  за неко z&nbsp;&isin;&nbsp;T (z је напросто вредност карактера у тачки 1). Притом је , тако да групна операција на  одговара множењу индекса. Идентификујући  имамо .
- Доказује се непосредно из дефиниције да, ако је H подргупа од G, дуална група (G/H)^ се може идентификовати са подгрупом дуалне групе G^ која се састоји од карактера групе G тривијалних на H.
- Користећи претходно и идентификацију ( /, + ) ≅ (·), горња два примера се могу формулисати и овако. Карактер адитивне групе R је периодичан са периодом 1 ако и само ако је тривијалан на Z; група оваквих карактера је (R/Z)^. Сваки од њих је облика  за неко . Притом је , те идентификујући  имамо (R/Z)^&nbsp;&cong;&nbsp;Z. Обрнуто, сваки карактер групе  је облика  за неко . Притом је , као и  ако и само ако је x&nbsp;&minus;y&nbsp;&isin;&nbsp;Z, те идентификујући  имамо .
- Адитивна група реалних бројева R је локално компактна абелова група у односу на стандардну еуклидску топологију. Сваки њен карактер је облика ,  за неко . Притом је , тако да групна операција на  одговара сабирању индекса. Штавише, може се проверити да је идентификација  хомеоморфизам, па дакле и изоморфизам тополошких група .
- Нека је n природан број и  група остатака по модулу n, са операцијом сабирања по модулу n (изоморфна фактор-групи адитивне групе Z по подгрупи nZ). Сваки карактер ове групе је облика ,  за неко . Притом је , тако да групна операција на  одговара сабирању индекса. Такође је  ако и само ако је m&nbsp;&equiv;&nbsp;p&nbsp;(mod&nbsp;n), тако да идентификујући  имамо .

## Дуалност по Понтрјагину
Свако g&nbsp;&isin;&nbsp;G дефинише пресликавање
, 
Притом је , односно g&tilde; је  хомоморфизам групе G^ у кружну групу T, за који се показује да је непрекидан у (компактно-отвореној) топологији групе G^, па је дакле и елемент њене дуалне групе (G^)^. Другим речима, карактер g&tilde; је „карактер израчунавања“ на дуалној групи G^, који израчунава вредности карактера у G^ на фиксираном g у полазној групи G.
Овим је даље дефинисан хомоморфизам група
, 
(јер је (gh)&tilde;&nbsp;=&nbsp;g&tilde;h&tilde;), за који се испоставља да је заправо изоморфизам група, и тополошки хомеоморфизам, односно изоморфизам тополошких група.
Теорема (Дуалност по Понтрјагину). Дуална група групе G^ је канонски изоморфна (путем &tilde) групи G, односно имамо канонски изоморфизам тополошких група .
Одредница "канонски" у горњој теореми означава да је пресликавање које остварује изоморфизам дефинисано природно, без фиксирања неких допунских параметара који не фигуришу у исказу изоморфизма, што се у теорији категорија формализује појмом природне трансформације. На пример, иако је у случају када је G&nbsp;=&nbsp;Z/nZ циклична група реда n, и дуална група G^ и сама циклична група реда n са изоморфизмом датим у претходном одељку, тај изоморфизам није канонски, јер зависи од учињеног избора комплексног n-тог примитивног корена јединице , који се може изабрати на &phi;(n) начина (где је &phi; Ојлерова фи функција), наиме као  за ма које 1&nbsp;&le;&nbsp;l&nbsp;&le;&nbsp;n узајамно просто са n. На сличан начин ни у случају G&nbsp;=&nbsp;R није канонски изоморфизам G^&nbsp;&cong;&nbsp;G.

## Фуријеова трансформација
Дуалност између простора функција на G и G^ остварује се путем Фуријеове трансформације, при чему се интеграција врши по мерама Хара. Дуална група локално компактне абелове групе G је и уведена као амбијентални простор за апстрактну хармонијску анализу на G.
Нека су &mu; и &nu; мере Хара на G и G^. Ако је f функција у , тада је њена Фуријеова трансформација функција  на  дата са
{\displaystyle {\hat {f}}(\chi )=\int _{G}f(g){\overline {\chi (g)}}\,{\mbox{d}}\mu (g)}.
Слично, ако је &phi; функција у , тада је њена инверзна Фуријеова трансформација функција  на  дата са
{\displaystyle {\check {\varphi }}(g)=\int _{\hat {G}}\varphi (\chi )\chi (g)\,{\mbox{d}}\nu (\chi )}.
Овако дефинисана Фуријеова трансформација има велики број својстава класичне Фуријеове анализе. Мере Хара су дефинисане једнозначно само до на множење позитивном константом, али се доказује да за дату меру Хара &mu; на G постоји тачно једна мера Хара &nu; на G таква да је
{\displaystyle \int _{G}|f(g)|^{2}\,{\mbox{d}}\mu (g)=\int _{\hat {G}}|{\hat {f}}(\chi )|^{2}\,{\mbox{d}}\nu (\chi )}
за сваку непрекидну функцију f са компактним носачем у G. Кажемо да су овакве мере μ и ν асоциране. Како је простор  непрекидних функција са компактним носачем густ у простору  квадратно-интеграбилних функција на G, и како је  комплетан, уобичајеним поступком приближавања у функционалној анализи следи да Фуријеова трансформација има јединствено проширење са  до унитарног пресликавања
које називамо Фуријеовом трансформацијом на простору квадратно-интеграбилних функција. Став да је Фуријеова трансформација унитарно пресликавање, односно изометрија Хилбертових простора, је исказ Планшерелове једнакости
.
Вреди и Фуријеова формула инверзије

## Својства
Дуална група компактне групе је дискретна група. Дуална група дискретне групе је компактна група.